# アイア・アレナ
アイア・アレナ（グルジア語: აია არენა、グルジア語ラテン翻字: Aia Arena）は、ジョージアのクタイシにあるラグビー専用球技場。4,860人の観客を収容することができる。敷地面積は9ヘクタールあり、ピッチ4面を備えている。